# Nikola Cuckić
Nikola Cuckić (Kirin Serbia: Никола Цуцкић; sinh 11 tháng 4 năm 1997) là một tiền vệ bóng đá Serbia, thi đấu cho FK Mladost Lučani.